# Przedwiośnie (Teatr Telewizji)
Przedwiośnie – telewizyjne przedstawienie teatralne Teatru Telewizji w reżyserii Wojciecha Solarza, będący adaptacją powieści Przedwiośnie (1924) Stefana Żeromskiego.

## Obsada
- Tomasz Stockinger – Cezary Baryka
- Tadeusz Łomnicki – Seweryn Baryka, ojciec Cezarego
- Joanna Jędryka – Laura Kościeniecka
- Joanna Szczepkowska – Karusia
- Jacek Borkowski – Hipolit Wielosławski
- Krzysztof Kowalewski – Barwicki
- Barbara Horawianka – matka Hipolita
- Damian Damięcki – Anastazy
- Zbigniew Zapasiewicz – Szymon Gajowiec
- Marek Bargiełowski – przewodniczący zebrania
- Tadeusz Chudecki – stangret
- Mieczysław Hryniewicz – Antoni Lulek
- Danuta Kowalska – Wanda Okszyńska
- Zbigniew Kryński – Wojciunio
- Justyna Kulczycka – lekarka
- Czesław Lasota – Turzycki
- Aleksander Machalica – lekarz
- Anna Milewska – Jadwiga Barykowa, matka Cezarego
- Janina Nowicka – rezydentka II
- Zbigniew Sawan – Storzan
- Andrzej Szenajch – Maciejunio
- Jerzy Kamas – narrator